# Sven Morlok
Sven Morlok, né le 5 mai 1962 à Stuttgart, est un homme politique allemand membre du Parti libéral-démocrate (FDP). Il est vice-ministre-président et ministre de l'Économie du Land de Saxe entre 2009 et 2014.

## Éléments personnels

### Formation et carrière
En 1983, il entreprend une formation professionnelle de banquier, qui dure deux ans, à Heilbronn, puis suit, jusqu'en 1992, des études supérieures de sciences commerciales à Manheim, puis à l'université technique de Dresde, où il obtient son diplôme. Il commence alors à travailler au sein de l'Agence fédérale d'unification avec attributions spéciales (BvS), chargée de poursuivre la privatisation des biens de l'ancienne Allemagne de l'Est, où il reste pendant quatre ans.
Il devient ensuite directeur général adjoint, puis directeur général à partir de 1999, de la société Nacap GmbH. Il en démissionne en 2006 et rejoint un an plus tard Pommer Spezialbetonbau GmbH, où il occupe alors le même poste jusqu'en 2009.

## Parcours politique

### Activité militante
Il entre au comité directeur fédéral des Jeunes libéraux (JuLis) en 1990, et y siège trois ans. En 1992, il est élu pour un an président de la fédération des JuLis du Land de Saxe, puis intègre en 1999 le comité directeur du FDP régional. Il est nommé trésorier régional du parti en 2002 pour huit ans, avant d'être élu président de la section du parti à Leipzig en 2005.

### Vie institutionnelle
En 2004, il est élu député régional au Landtag de Saxe, et membre du conseil municipal de Leipzig. Il est ensuite désigné vice-président du groupe parlementaire régional du FDP. À la suite des élections régionales du 30 août 2009 et à la formation d'une coalition noire-jaune dirigée par le chrétien-démocrate Stanislaw Tillich, Sven Morlok est nommé, le 30 septembre, ministre de l'Économie, du Travail et des Transports, et vice-ministre-président, de Saxe. Il renonce alors à ses fonctions parlementaires et à son mandat municipal.
Il est remplacé par le social-démocrate Martin Dulig le 13 novembre 2014.